# Classe Iron Duke
La classe Iron Duke è stata un gruppo di quattro navi da battaglia costruite per la Royal Navy britannica prima della prima guerra mondiale. Le navi erano: Iron Duke, Marlborough, Benbow ed Emperor of India. Varate a partire dall'ottobre 1912 fino al novembre 1913, queste navi rappresentarono la terza classe di super-dreadnought della marina britannica. Le somiglianze con la precedente classe King George V erano molte: l'armamento principale rimaneva composto di pezzi da 343 mm in cinque torrette binate in linea. Le Iron Duke ebbero in aggiunta un armamento secondario più potente composto di pezzi da 152,4 invece di quelli da 102 mm precedentemente utilizzati. Anche la corazzatura era decisamente superiore a quella delle classi precedenti.
Le navi da battaglia di questa classe erano le più avanzate a disposizione della Royal Navy allo scoppio del primo conflitto mondiale, venendo però superate dall'ingresso in servizio delle classe Queen Elizabeth. Vennero comunque impiegate massicciamente durante la guerra e inquadrate nella Grand Fleet, dove la Iron Duke ebbe il ruolo di ammiraglia del Comandante della Flotta John Jellicoe. Tre navi della classe, la Iron Duke, la Benbow e la Marlborough parteciparono alla battaglia dello Jutland, mentre la Emperor of India si trovava in cantiere per la manutenzione periodica. Dopo la fine del conflitto rimasero per poco tempo in servizio attivo, venendo smantellate e demilitarizzate in base alle clausole del Trattato navale di Washington del 1922. La Iron Duke venne trasformata in nave addestramento e deposito, mantenendo questo ruolo fino al 1946, anno in cui venne demolita. La Benbow venne smantellata nel 1931 e la Marlborough nel 1932. La Emperor of India venne invece affondata durante l'utilizzo come nave bersaglio nel 1931.